# فيليبا حنا
فيليبا حنا (بالإنجليزية: Philippa Hanna)‏ هي كاتبة غنائية بريطانية، ولدت في 29 مارس 1984.

## وصلات خارجية
- الموقع الرسمي
- فيليبا حنا على موقع ميوزك برينز (الإنجليزية)
- فيليبا حنا على موقع ديسكوغز (الإنجليزية)
- فيليبا حنا على موقع ديسكوغز (الإنجليزية)